# Catedral de Nuestra Señora de los Dolores (Wrexham)
La Catedral de Nuestra Señora de los Dolores o simplemente Catedral de Wrexham (en galés: Eglwys Gadeiriol Wrecsam; en inglés: Cathedral Church of Our Lady of Sorrows) es una catedral católica en Wrexham, en el norte de Gales en el Reino Unido. Es la sede del obispo de Wrexham, y la iglesia madre de la Diócesis de Wrexham. La catedral fue construida originalmente como una iglesia parroquial en 1857. Su arquitecto, EW Pugin, adoptó un decorado de estilo gótico del siglo XIV. La iglesia sustituyó una capilla anterior que por la década de 1850 fue considerada insuficiente para la creciente congregación. Otras adiciones para satisfacer una congregación que siguió creciendo se realizaron a mediados del siglo XX, en forma de un claustro y capilla lateral. La iglesia fue designada un Pro-Catedral en 1898 al tiempo que se creaba la Diócesis de Menevia.